# Wings over America
Wings over America (рус. Крылья над Америкой) — концертный альбом рок-группы Wings и Пола Маккартни. Альбом выпущен 10 декабря 1976 года и занял 8-е место в британском чарте альбомов и 1-е место в чарте Billboard Top LPs & Tape. Записи для альбома сделаны в мае—июне 1976 года во время американского этапа мирового тура группы Wings Over the World tour (рус. Крылья над миром).
Первоначально альбом должен был состоять из двух пластинок лучших выступлений, но число пластинок было увеличено до трёх из-за успеха бутлега под названием Wings from the Wings, который был выпущен в виде тройной пластинки и содержал концерт 23 июня 1976 года, записанный в «Форуме» в Лос-Анджелесе. Для альбома Маккартни прослушал 800 часов записи и выбрал пять лучших исполнений каждой из 30 песен и смикшировал окончательный набор записей, в основном взятых с шоу 23 июня. Затем, осенью 1976 года студийные записи были наложены на концертные, в частности, в студии переписали большую часть бэк-вокала.
Это первый тройной альбом группы Wings; внутри конверта с дисками находится плакат с фотографией группы. Дизайн обложки альбома, сделанный художественной студией Hipgnosis, изображает авиалайнер с открывающейся дверью, откуда пробивается яркий свет.

## Об альбоме
Первоначально Wings over America задумывался как двойной альбом, но решение было изменено после успеха бутлег-альбома под названием Wings from the Wings, выпущенного на трех дисках из красного, синего и белого винила, с записью концерта 23 июня 1976 года в зале «Форум» в городе Инглвуд (округ Лос-Анджелес, Калифорния). Это заставило Маккартни переделать официальный альбом в тройной, чтобы отобразить на нём всю концертную программу, включая и песню Денни Лэйна «Go Now», написанную Лэйном ещё когда он был участником группы The Moody Blues; эта песня исполнялась лишь 21—23 июня 1976 года на концертах в «Форуме», запись с одного из которых вышла как вышеуказанный бутлег.

## Выпуск альбома
Собранный из записей со всех концертов во время тура по США весной 1976 года, Wings over America принёс успех Полу Маккартни и Wings, поднявшись на 1-е место в чарте Billboard Top LPs & Tape в США в начале 1977 года (став последним из пяти альбомов Wings, становившихся в чарте США «альбомом № 1»); в чарте Великобритании альбом поднялся до 8-го места. По всему миру было продано несколько миллионов экземпляров альбома.
В 1984 году Wings over America был переиздан лейблом Columbia Records как альбом из двух компакт-дисков, хотя тираж был небольшим, поскольку в 1984 году лишь небольшое количество покупателей имели проигрыватели для компакт-дисков. После этого Маккартни прекратил свои деловые отношения с Columbia/CBS и вернулся на свой первоначальный американский лейбл Capitol Records, где также был затем издан аналогичный CD-альбом. Двойной CD-альбом в версии Columbia в дальнейшем не переиздавался — в отличие от версии Capitol, которая более доступна из-за большего тиража и переизданий.
Переиздание альбома на CD в Японии в 1999 году лейблом Toshiba-EMI является восстановлением трехдискового формата альбома, аналогичного первоначальному «виниловому» изданию. К тому же это совпало с новым ремастерингом альбома, произведенным с оригинальных студийных плёнок, что значительно улучшило качество звучания. По состоянию на 2008 год, подобное ремастированное издание не было выпущено нигде в мире, кроме Японии.
14 апреля 2008 года альбом был издан как пакет цифровых файлов для загрузки через Интернет для iTunes и Amazon. На некоторое время в 2010 и 2011 годах альбом был удалён из ассортимента этих сайтов, но в августе 2011 году стал доступен для приобретения на iTunes.

## Список композиций
Все песни написаны Полом и Линдой Маккартни, кроме указанных особо.
Для пяти вошедших в альбом песен из репертуара The Beatles Маккартни принял решение изменить «традиционное» написание авторского дуэта — вместо «Леннон — Маккартни» на «Маккартни — Леннон».
При переиздании альбома в 1987 году и позже на компакт-дисках в виде комплекта из двух дисков на первом диске расположены стороны 1, 2, 3; на втором — 4, 5, 6.
Треки на сторонах альбома соответствуют очередности частей концертной программы, в каждой из которых Маккартни играет на разных инструментах.
Сторона 1: рок-песни, где Маккартни играет на бас-гитаре
Сторона 2: песни, где Маккартни играет на фортепиано
Сторона 3: фолк-роковые песни, где Маккартни и Денни Лэйн играют на акустических гитарах
Сторона 4: поп-рок-песни, где Маккартни вновь играет на фортепиано
Сторона 5: песни с последнего альбома, Wings at the Speed of Sound; Маккартни играет на бас-гитаре
Сторона 6: финал концерта и номера на бис; Маккартни играет на бас-гитаре
| №  | Название                       | Автор(ы)                      | Длительность |
| -- | ------------------------------ | ----------------------------- | ------------ |
| 1. | «Venus and Mars/Rock Show/Jet» |                               | 9:56         |
| 2. | «Let Me Roll It»               |                               | 3:51         |
| 3. | «Spirits of Ancient Egypt»     |                               | 4:04         |
| 4. | «Medicine Jar»                 | Джимми Маккалох / Колин Аллен | 4:02         |

| №  | Название                    | Автор(ы)           | Длительность |
| -- | --------------------------- | ------------------ | ------------ |
| 1. | «Maybe I’m Amazed»          | Пол Маккартни      | 5:10         |
| 2. | «Call Me Back Again»        |                    | 2:19         |
| 3. | «Lady Madonna»              | Маккартни — Леннон | 2:19         |
| 4. | «The Long and Winding Road» | Маккартни — Леннон | 4:13         |
| 5. | «Live and Let Die»          |                    | 3:07         |

| №  | Название                             | Автор(ы)           | Длительность |
| -- | ------------------------------------ | ------------------ | ------------ |
| 1. | «Picasso’s Last Words (Drink to Me)» |                    | 1:55         |
| 2. | «Richard Cory»                       | Пол Саймон         | 2:50         |
| 3. | «Bluebird»                           |                    | 3:37         |
| 4. | «I’ve Just Seen a Face»              | Маккартни — Леннон | 1:49         |
| 5. | «Blackbird»                          | Маккартни — Леннон | 2:23         |
| 6. | «Yesterday»                          | Маккартни — Леннон | 1:43         |

| №  | Название                      | Автор(ы)                     | Длительность |
| -- | ----------------------------- | ---------------------------- | ------------ |
| 1. | «You Gave Me the Answer»      |                              | 1:47         |
| 2. | «Magneto and Titanium Man»    |                              | 3:11         |
| 3. | «Go Now»                      | Ларри Бэнкс / Милтон Беннетт | 3:27         |
| 4. | «My Love»                     |                              | 4:07         |
| 5. | «Listen to What the Man Said» |                              | 3:18         |

| №  | Название           | Автор(ы)   | Длительность |
| -- | ------------------ | ---------- | ------------ |
| 1. | «Let ’Em In»       |            | 4:02         |
| 2. | «Time to Hide»     | Денни Лэйн | 4:46         |
| 3. | «Silly Love Songs» |            | 5:46         |
| 4. | «Beware My Love»   |            | 4:49         |

| №  | Название          | Длительность |
| -- | ----------------- | ------------ |
| 1. | «Letting Go»      | 4:25         |
| 2. | «Band on the Run» | 5:03         |
| 3. | «Hi, Hi, Hi»      | 2:57         |
| 4. | «Soily»           | 5:10         |

Переиздание 2013 года
4 июня 2013 года альбом был переиздан в серии Paul McCartney Archive Collection. Издание было выпущено в нескольких форматах:
- Standard Edition — на двух CD-дисках; оригинальный 28-трековый альбом[21].
- Deluxe Edition — на трех CD-дисках и одном DVD-диске; на первом и втором диске — оригинальный 28-трековый альбом, на третьем диске — бонусные треки, включает ранее неизданные «живые» записи в Сан-Франциско. DVD включает документальный фильм Wings over the World. 112-страничная книга, 60-страничная фотокнига и 80-страничная книга эскизов, а также ссылку на скачивание материалов[22].
- Remastered Vinyl — на трех виниловых LP-дисках; включает версии стандартного издании, а также ссылку на скачивание материалов[23].
- Remastered Single (эксклюзив Record Store Day) — «Maybe I’m Amazed»[24].
- Rockshow — на DVD и Blu-Ray; включает цифровой видеофильм, восстановленный с 35-мм киноплёнки, и с форматом звука 5.1[25].

Диски 1 и 2 — ремастированный альбом

Оригинальный 28-трековый альбом.
Диск 3 — Live at The Cow Palace
1. «Let Me Roll It» — 4:19
2. «Maybe I’m Amazed» — 5:27
3. «Lady Madonna» — 3:22
4. «Live and Let Die» — 3:38
5. «Picasso’s Last Words (Drink to Me)» — 2:14
6. «Bluebird» — 4:28
7. «Blackbird» — 2:38
8. «Yesterday» — 1:57
  - Все треки ранее не издавались, записаны в Cow Palace, Сан-Франциско.

Диск 4 — DVD
1. «Wings over the World» — 1:15:46
2. «Photographer’s Pass» — 7:45

## Состав участников записи
- Пол Маккартни — ведущий вокал, бэк-вокал, бас-гитара, фортепиано, клавишные, акустическая гитара
- Линда Маккартни — бэк-вокал, фортепиано, клавишные, перкуссия
- Денни Лэйн — ведущий вокал (в песнях «Spirits of Ancient Egypt», «Picasso’s Last Words (Drink to Me)», «Richard Cory», «Time to Hide», «Go Now»), бэк-вокал, акустическая гитара, электрогитара, бас-гитара, фортепиано, клавишные, перкуссия, губная гармоника
- Джимми Маккалох[англ.] — ведущий вокал (в песне «Medicine Jar»), бэк-вокал, акустическая гитара, электрогитара, бас-гитара
- Джо Инглиш[англ.] — бэк-вокал, барабаны, перкуссия
- Тони Дорси — тромбон, перкуссия
- Хоуи Кейси[англ.] — саксофон, перкуссия
- Стив Ховард — труба, флюгельгорн, перкуссия
- Таддеус Ричард — саксофон, кларнет, поперечная флейта, перкуссия

## Позиции в хит-парадах и коммерческие показатели
| Год       | Хит-парад                                  | Высшая позиция | Пребывание |
| --------- | ------------------------------------------ | -------------- | ---------- |
| 1976—1977 | Австралия (Kent Music Report)              | 2              | нет данных |
| 1976—1977 | Австрия (Ö3 Austria)                       | 12             | 12 недель  |
| 1976—1977 | Великобритания (UK Albums Chart)           | 8              | 22 недели  |
| 1976—1977 | Канада (RPM Albums Chart)                  | 1              | 21 неделя  |
| 1976—1977 | Нидерланды (Nationale Hitparade LP Top 30) | 10             | 9 недель   |
| 1976—1977 | Новая Зеландия (RMNZ)                      | 3              | 16 недель  |
| 1976—1977 | Норвегия (VG-lista)                        | 7              | 12 недель  |
| 1976—1977 | США (Billboard Top LPs & Tape)             | 1              | 90 недель  |
| 1976—1977 | ФРГ (Offizielle Top 100)                   | 9              | 9 недель   |
| 1976—1977 | Швеция (Sverigetopplistan)                 | 33             | 3 недели   |
| 1976—1977 | Япония (Oricon)                            | 4              | 18 недель  |
|           |                                            |                |            |
| 2013      | Австрия (Ö3 Austria)                       | 54             | 1 неделя   |
| 2013      | Бельгия/Валлония (Ultratop)                | 70             | 9 недель   |
| 2013      | Бельгия/Фландрия (Ultratop)                | 68             | 5 недель   |
| 2013      | Великобритания (UK Albums Chart)           | 36             | 1 неделя   |
| 2013      | Великобритания (Physical Albums Chart)     | 24             | 2 недели   |
| 2013      | Великобритания (Record Store Chart)        | 18             | 1 неделя   |
| 2013      | Германия (Offizielle Top 100)              | 28             | 1 неделя   |
| 2013      | Нидерланды (Album Top 100)                 | 67             | 3 недели   |
| 2013      | США (Billboard 200)                        | 22             | 4 недели   |
| 2013      | США (Billboard Top Pop Catalog Albums)     | 1              | 4 недели   |
| 2013      | Франция (SNEP)                             | 78             | 2 недели   |
| 2013      | Швеция (Sverigetopplistan)                 | 34             | 1 неделя   |
| 2013      | Шотландия (Scottish Albums Chart)          | 31             | 1 неделя   |
|           |                                            |                |            |
| 2019      | Германия (Offizielle Top 100)              | 75             | 1 неделя   |

| Хит-парад (1976)               | Позиция |
| ------------------------------ | ------- |
| Канада (RPM Year-End)          | 35      |
| Хит-парад (1977)               | Позиция |
| Австралия (Kent Music Report)  | 15      |
| Великобритания (Gallup Poll)   | 46      |
| Канада (RPM Year-End)          | 16      |
| США (Billboard Top Pop Albums) | 35      |
| Япония (Oricon Year-End Chart) | 51      |

| Регион                                                      | Сертификация | Продажи    |
| ----------------------------------------------------------- | ------------ | ---------- |
| Великобритания (BPI)                                        | Золотой      | 100 000^   |
| Канада (Music Canada)                                       | Платиновый   | 100 000^   |
| США (RIAA)                                                  | Платиновый   | 1 000 000^ |
| ^ Данные о тиражах приведены только на основе сертификации. |              |            |